# Ꞗ
Cette page contient des caractères spéciaux ou non latins. S’ils s’affichent mal (▯, ?, etc.), consultez la page d’aide Unicode.

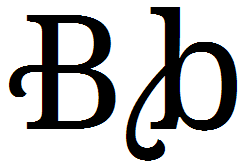
Alphabet Latin, B à fioriture

Le B à fioriture ou B à paraphe (majuscule : Ꞗ, minuscule : ꞗ) est une lettre additionnelle de l’alphabet latin qui a été utilisée dans l’écriture du moyen vietnamien notamment par Alexandre de Rhodes dans le dictionnaire Dictionarium Annamiticum Lusitanum et Latinum de 1651.

## Représentation informatique
Le b à fioriture peut être représenté avec les caractères Unicode (latin étendu D) suivants :
| formes    | représentations | chaînes de caractères | points de code | descriptions                          |
| --------- | --------------- | --------------------- | -------------- | ------------------------------------- |
| capitale  | Ꞗ               | Ꞗ                     | U+A796         | lettre majuscule latine b à fioriture |
| minuscule | ꞗ               | ꞗ                     | U+A797         | lettre minuscule latine b à fioriture |

## Sources
- Michael Everson, Proposal for the addition of ﬁve Latin characters to the UCS,‎ 8 février 2012 (lire en ligne)